# Hilmar Örn Jónsson
Hilmar Örn Jónsson (* 6. Mai 1996 in Reykjavík) ist ein isländischer Leichtathlet, der sich auf den Hammerwurf spezialisiert hat und in dieser Disziplin den Landesrekord innehat.

## Sportliche Laufbahn
Erste internationale Erfahrungen sammelte Hilmar Örn Jónsson im Jahr 2013, als er bei den Jugendweltmeisterschaften in Donezk mit 17,86 m in der Qualifikationsrunde im Kugelstoßen ausschied und auch im Hammerwurf mit 70,98 m den Finaleinzug verpasste. Kurz darauf belegte er bei den Junioreneuropameisterschaften in Rieti mit 71,85 m den siebten Platz mit dem leichteren 6-kg-Hammer. Im Jahr darauf erreichte er bei den Juniorenweltmeisterschaften in Eugene das Finale im Hammerwurf, brachte dort aber keinen gültigen Versuch zustande, wie auch bei den Junioreneuropameisterschaften 2015 in Eskilstuna. Im selben Jahr belegte er bei den Spielen der kleinen Staaten von Europa (GSSE) in Reykjavík mit 43,96 m den fünften Platz im Diskuswurf. Zudem begann er ein Studium an der University of Virginia in den Vereinigten Staaten. 2017 belegte er bei den U23-Europameisterschaften in Bydgoszcz mit 69,96 m den siebten Platz im Hammerwurf und schied anschließend bei den Weltmeisterschaften in London mit 71,12 m in der Qualifikationsrunde aus. In den folgenden Jahren qualifizierte er sich für keine internationalen Meisterschaften mehr, bis er 2022 bei den Weltmeisterschaften in Eugene mit 72,72 m den Finaleinzug verpasste. Anschließend gelangte er bei den Europameisterschaften in München mit 70,03 m auf den zwölften Platz.
2023 brachte er bei der 2. Liga der Team-Europameisterschaft im Rahmen der Europaspiele in Chorzów keinen gültigen Versuch zustande, wie auch bei den Weltmeisterschaften in Budapest im August. Im Jahr darauf verpasste er bei den Europameisterschaften in Rom mit 72,05 m den Finaleinzug.
In den Jahren 2013, 2015 und 2016 sowie von 2018 bis 2023 wurde Hilmar isländischer Meister im Hammerwurf.

## Persönliche Bestzeiten
- Kugelstoßen: 15,61 m, 24. Juli 2016 in Akureyri
- Diskuswurf: 47,40 m, 4. Mai 2015 in Hafnarfjörður
- Hammerwurf: 77,10 m, 27. August 2020 in Hafnarfjörður (isländischer Rekord)